# Delta Motor Corporation

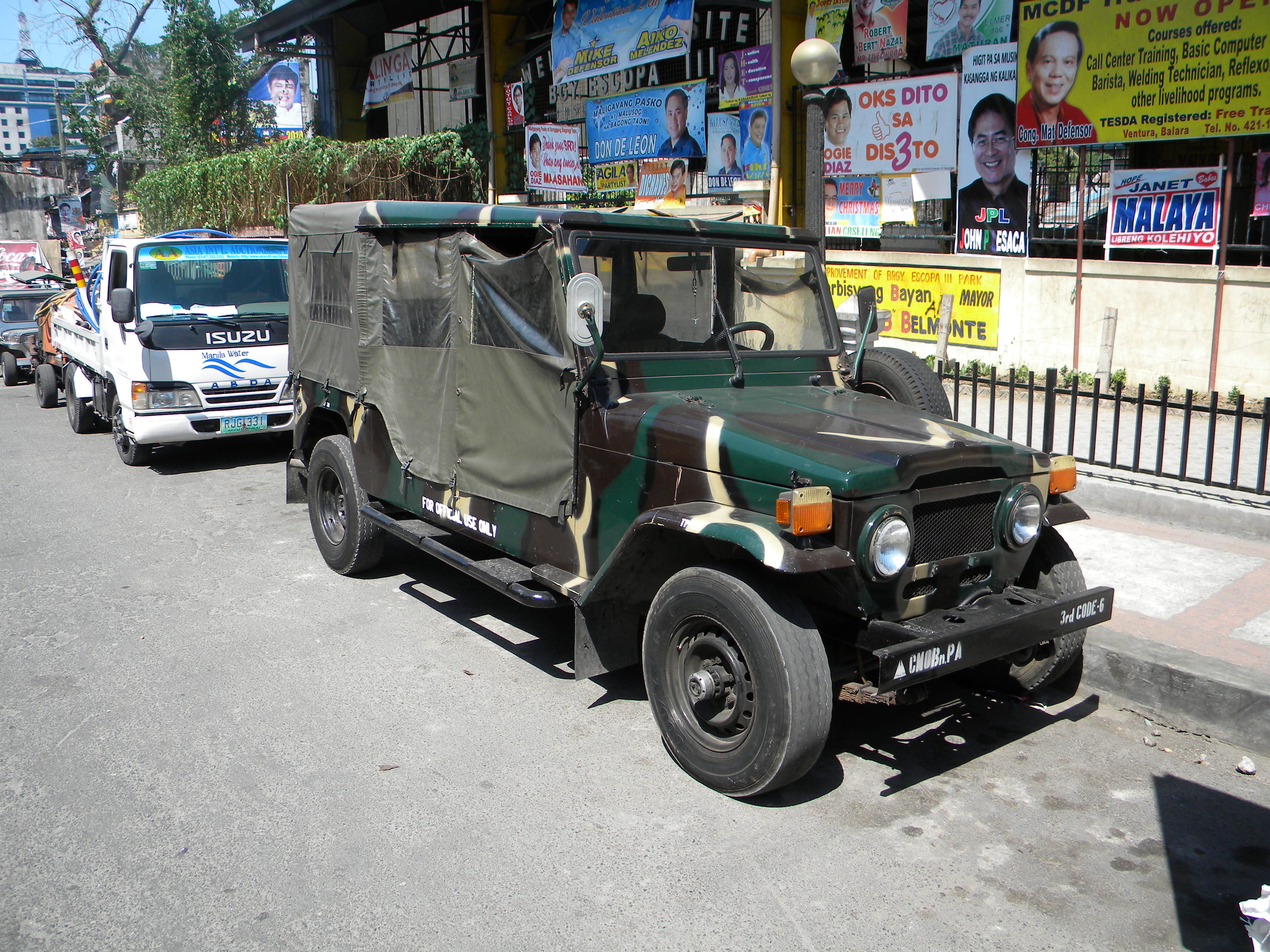
Delta Mini Cruiser

Delta Motor Corporation war ein philippinischer Hersteller von Automobilen.

## Unternehmensgeschichte
Das Unternehmen wurde im Juni 1962 gegründet. Sitz war in Manila. Im November 1962 begann die Produktion von Automobilen für Toyota. Im Dezember 1983 endete die Produktion. 1984 wurde das Unternehmen aufgelöst. Für ein bestimmtes Modell lautete der Markenname Delta.

## Fahrzeuge
Das Unternehmen stellte unter anderem die Modelle Toyota Corolla, Corona und Crown her.
Der Delta Mini Cruiser, auch Delta Explorer genannt, war eine Eigenentwicklung und wurde als Delta vermarktet. Er erschien etwa 1980. Dies war ein Geländewagen, der auf dem Toyota Land Cruiser basierte. Es gab ihn sowohl für das Militär als auch für Privatkunden und mit offenen und geschlossenen Aufbauten. Ein Ottomotor mit 1587 cm³ Hubraum und 72 PS bis 75 PS Leistung von Toyota, ein Dieselmotor mit 2000 cm³ Hubraum und 55 PS Leistung von Isuzu sowie ein weiterer Dieselmotor mit 2200 cm³ Hubraum von Toyota standen zur Wahl. Das Unternehmen Peter Müller-Buchhof aus München bot das Fahrzeug für 35.000 DM in Deutschland an.